# Фондування
Фондування — це залучені ресурси, використовувані банком для забезпечення своєї основної діяльності. Джерелами фондування можуть бути кошти на депозитних, розрахункових і поточних рахунках клієнтів, запозичення на українських і міжнародних ринках капіталу, міжбанківські кредити та ін. На сьогоднішній день основну частку залучених коштів у банках формують кошти клієнтів.
При оцінці фінансової діяльності банку завжди аналізують структуру фондування, в тому числі його терміновість і вартість.
Фондування може бути довгостроковим і короткостроковим. Наприклад, до першого належать запозичення на ринках капіталу, а до другого — поточні та розрахункові рахунки клієнтів. Збалансованість ресурсної бази з активами за термінами забезпечує повноцінне функціонування банку.
Вартість залучених ресурсів умовно можна розділити на високу, наприклад у випущених облігацій, і низьку — у коштів клієнтів на поточних і розрахункових рахунках.
Варто відзначити, для стійкості кредитної організації необхідно різноманітність ресурсної бази. Залежність банку від якого-небудь джерела фондування несе в собі підвищені ризики. Наприклад, висока частка роздрібних депозитів у пасивах кредитної організації несе в собі ризик втрати ліквідності. Банки, фондується в основному на міжбанківському ринку, як правило, більшою мірою уразливі в періоди економічної нестабільності.